# 김상택
김상택(金相澤, 1954년 4월 17일 ~ 2009년 9월 14일, 경북 봉화)은 대한민국의 시사 만화가이다. 1988년부터 2009년 8월까지 경향신문과 중앙일보 등에 만평을 그렸다.

## 경력
1977년 상지전문대학교 미술과를 졸업했다. 1988년 4월부터 경향신문 스포츠란에 〈정동 스포츠만평〉을 게재, 언론매체 만평가로서의 이력을 시작하였다. 같은 해 11월 28일부터 1998년 경향신문사 퇴사 전까지 〈김상택 만평〉을 실었다.
1995년 5월 25일자 만평에 주한미군을 '점령군'으로 묘사했는데, 6월 22일 서울지검은 그를 국가보안법 위반혐의로 소환조사하였다.
김인호 전 청와대경제수석은 경향신문과 김상택이 자신의 명예를 훼손했다는 혐의로 10억 원의 손해배상청구소송을 내기도 했으나, 대법원은 원고 패소 판결을 내렸다.
1998년 2월 28일 경향신문사를 나와 1년 뒤 1999년 2월 28일 중앙일보로 만평 연재처를 옮겼다. 중앙일보로 소속을 옮긴 뒤, 중앙 측으로부터 이적비를 받고 세무신고를 하지 않은 혐의로 검찰에 소환되었다.
2002년 3월 13일자 만평에, 민주당 경선에서 패배한 당시 김근태 고문을 풍자하는 내용을 올렸는데 여론은 중앙일보가 학력차별을 조장하고 있다는 비판을 가했다.
2007년 위암 수술을 받아 만평 연재를 약 1년 동안 중단했으며, 2008년 건강 회복 후 다시 활동을 재개하였으나, 건강상의 이유로 2009년 8월 19일을 끝으로 만평 연재를 마쳤다.
2009년 9월 14일 지병인 위암으로 끝내 숨졌다.

## 평가
가는 펜을 이용한, 극화 형식의 독특한 그림체를 구사하였다.
90년대 경향신문 투고 시절, 권력에 대한 날카로운 풍자로 명성을 쌓았다. 당시 김영삼의 측근들이나 김대중은 그의 만평에 대해 '시대의 흐름, 민심을 대변한다', '매일 보지 않을 수 없다' 등 우호적 평가를 내렸다.
반면 그가 경향신문에서 중앙일보로 소속을 바꾼 뒤 그의 만평 성격이 반대로 바뀌었다는 평가가 있다. 2002년 만화평론가 김동연은 경향신문 시절 그가 지녔던 예리함이 회사를 바꾼 뒤 사라졌고, 이는 해당 신문사의 성향과 작가 본인의 매너리즘이 맞물려 나타난 현상이라고 분석하기도 했다.

## 기타
- 1995년 한국언론학회 언론상 시각보도부문 수상[13]
- 1996년 12월 5일 제14회 관훈언론상 수상[14]
- 2001년 서울언론인클럽 언론상 수상[15]

## 저서
- 《김상택 만화세상》
- 《10센티 정치》(1995년): 1992년 3월 ~ 1995년 4월까지 경향신문에 연재했던 만평들 중 독자들의 호응이 컸던 255개를 뽑은 것.[11]

## 참고 문헌
- 야후 코리아: 대한민국 대표 인명록 - 김상택[깨진 링크(과거 내용 찾기)]
- 만화규장각: 김상택[깨진 링크(과거 내용 찾기)] : 상세한 이력 및 인물평이 수록되어 있다.